# ブリックハウス・ブラウン
ブリックハウス・ブラウン（Ronald "Brickhouse" Brown、本名：Frederick Seawright、1960年8月11日 - 2018年7月29日）は、アメリカ合衆国のプロレスラー。デラウェア州ウィルミントン出身のアフリカ系アメリカ人。
ザ・ブラック・プリンス（The Black Prince）の異名を持つ黒人ベビーフェイスとして、アメリカ南部を主戦場に活動した。

## 来歴
NWAフロリダ地区のプロモーターだったエディ・グラハムのトレーニングのもと、1982年にデビュー。フロリダでは1984年下期よりアイスマン・キング・パーソンズとの黒人タッグチームで活動、チャボ&ヘクターのロス・ゲレロスと抗争した。1985年はアラバマにてノーベル・オースチンと新コンビを結成、9月30日にNWAサウスイースタン・タッグ王座を獲得した。
1986年にはWWFに出場し、ハーリー・レイス、カウボーイ・ボブ・オートン、アイアン・シーク、ハーキュリーズ、ビッグ・ジョン・スタッド、キングコング・バンディなどの大物ヒールのジョバーを務める一方、ジェリー・バリアント、ムーンドッグ・レックス、タイガー・チャン・リー、レス・ソントン、テリー・ギッブスなど、ヒール陣営のジョバーから勝利を収めている。
1987年よりテネシー州メンフィスのCWAに参戦、7月6日にジェリー・ローラーを破り、AWA南部ヘビー級王座を獲得。CWAではビル・ダンディーやジェフ・ジャレット、スコッティ・ザ・ボディとも対戦した。また、当時CWAと提携していたAWAやテキサス州ダラスのWCWA（WCCW）の興行にも出場、1989年2月3日にはフロリダ時代のパートナーだったキング・パーソンズからWCWA認定のテキサス・ヘビー級王座を奪取している。
以後、CWAとWCWAの合併で設立されたUSWAに定着。1990年10月8日には、空位となっていたUSWA統一世界ヘビー級王座の争奪トーナメント（決勝でオースチン・アイドルを破ったジェリー・ローラーが戴冠）に出場したが、一回戦でテリー・ファンクに敗退した。以降も1990年代後半までUSWAを主戦場とし、USWA世界タッグ王座を通算3回に渡って獲得、1996年にはフレックス・カバーナと名乗っていた頃のドウェイン・ジョンソンやザ・ムーンドッグスを相手に同王座を争った。セミリタイア後の2000年代からは、メンフィス・レスリングやNWAレッスル・バーミングハムなど南部のインディー団体に出場していた。
2018年7月20日に膀胱癌で死亡したというニュースが流れ、翌日には家族からカリフラワー・アレイ・クラブ会長のブライアン・ブレアーに無事であるとの連絡が入ったが、その後容態が悪化。同年7月29日、57歳で死去。
2020年、WWE殿堂のレガシー部門に迎えられた。

## 得意技
- ドロップキック
- ダイビング・ヘッドバット
- ダイビング・クロスボディ
- スインギング・ネックブリーカー

## 獲得タイトル
サウスイースタン・チャンピオンシップ・レスリング
- NWAサウスイースタン・タッグ王座：1回（w / ノーベル・オースチン）[3]

コンチネンタル・レスリング・アソシエーション
- AWA南部ヘビー級王座：1回[6]
- CWAヘビー級王座：1回[15]

ワールド・クラス・レスリング・アソシエーション
- WCWAテキサス・ヘビー級王座：1回[9]

ユナイテッド・ステーツ・レスリング・アソシエーション
- USWA TV王座：1回[16]
- USWA世界タッグ王座：3回（w / スウィート・ダディ・ファルコン、ザ・ギャンブラー、レジー・B・ファイン）[11]

WWE
- WWE殿堂（レガシー部門）：2020年[14]